# 平針駅
平針駅（ひらばりえき）は、愛知県名古屋市天白区平針2丁目にある、名古屋市営地下鉄鶴舞線の駅。駅番号はT19。

## 歴史
- 1978年（昭和53年）10月1日：開業。

## 駅構造

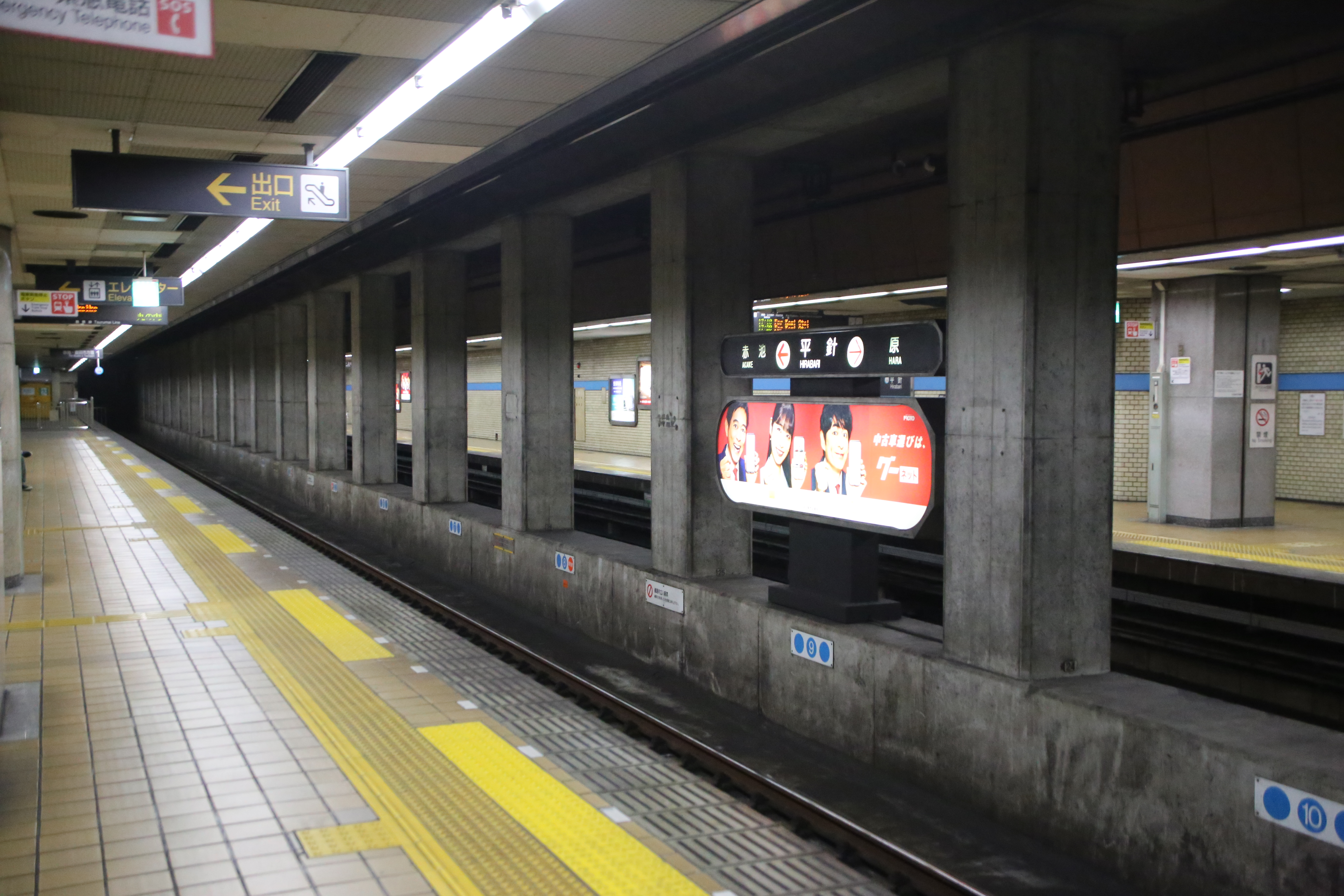
ホーム（2025年2月）

相対式ホーム2面2線を有する地下駅である。出入口は2ヶ所。
当駅は、鶴舞線駅務区八事管区駅が管轄している。

### のりば
| ホーム | 路線   | 行先                       |
| ------ | ------ | -------------------------- |
| 1      | 鶴舞線 | 赤池・豊田市方面           |
| 2      | 鶴舞線 | 伏見・上小田井・犬山線方面 |

## 利用状況
名古屋市統計年鑑によると、当駅の一日平均乗車人員は以下の通り推移している。
- 2004年度 - 7,386人
- 2005年度 - 7,729人
- 2006年度 - 7,935人
- 2007年度 - 8,002人
- 2008年度 - 7,989人
- 2009年度 - 7,770人
- 2010年度 - 7,681人
- 2011年度 - 7,233人
- 2012年度 - 7,308人
- 2013年度 - 7,672人
- 2014年度 - 7,769人
- 2015年度 - 8,059人
- 2016年度 - 8,148人
- 2017年度 - 8,336人
- 2018年度 - 8,510人
- 2019年度 - 8,478人

## 駅周辺
周辺は病院や金融機関のほか、大手チェーンの飲食店や商業施設などが多く立地する。また、愛知県運転免許試験場（通称「平針試験場」）の最寄駅となっており、市営バス（所要約10分）が接続している。市民の間で「平針にいく」と言えば暗に運転免許試験場に行くことを意味することもあるが、緑区との境界に近く、徳重駅からも近いため最近は薄れてきている。この駅は名古屋市にあるが、日進市との境界にも近い。

### 駅ナカ店舗
- 銀行ATM
  - イオン銀行（駅長室横（改札外））

### 駅周辺（地上）
- 秋葉山
  - 秋葉権現社
- 針名神社
- 名古屋記念病院
- 名古屋平針郵便局
- ピアゴ平針店
- 三菱UFJ銀行 平針支店・日進支店
- 名古屋銀行 平針支店
- 百五銀行 平針支店
- 飯田街道（愛知県道58号名古屋豊田線）
- 平針街道（愛知県道56号名古屋岡崎線）
- 愛知県道221号岩崎名古屋線
- ブックオフプラス 名古屋平針店
- トヨタモビリティ東名古屋 平針店
- サンシャインKYORAKU 平針店

## 平針バスターミナル

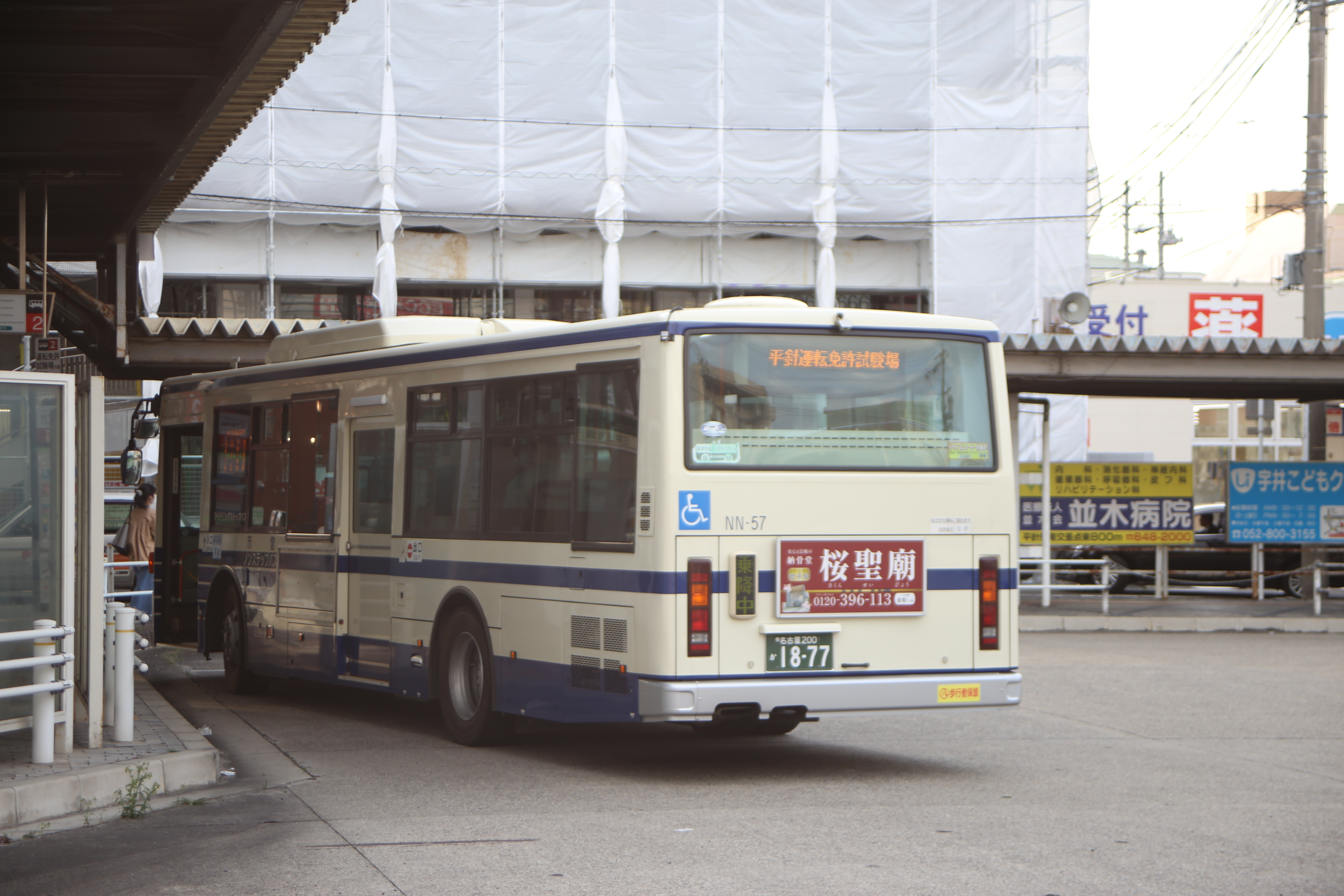
平針バスターミナル

### バス路線
駅上に設置された通称「平針バスターミナル」から名古屋市営バスの路線が発着している。

#### 名古屋市営バス
地下鉄平針バス停
1番出入口に隣接している。名古屋市営バスの路線が設定されており、1番のりばから幹本郷1系統と平針12系統が、2番のりばから平針11系統と徳重11系統が発車する。
- 幹本郷1：地下鉄平針 - 梅森荘 - 本郷
- 平針11：地下鉄平針 - 平針住宅 - 平針運転免許試験場 - 白土 - 神の倉 - 熊の前 - 地下鉄徳重
  - 多くは途中の平針住宅が終点となる。
- 平針12：地下鉄平針 - 荒池二丁目 - 平針上ノ池 - 天白消防署 - 地下鉄原
- 徳重11：地下鉄平針 - 平針住宅 - 平針運転免許試験場 - 熊の前北 - 地下鉄徳重

## 隣の駅
名古屋市営地下鉄
 鶴舞線
原駅 (T18) - 平針駅 (T19) - 赤池駅 (T20)